# RHS Kriezis (K32)
RHS Kriezis (K32) je bila korveta razreda flower Kraljeve helenske vojne mornarice, ki je bila operativna med drugo svetovno vojno.

## Zgodovina
10. novembra 1943 je Kraljeva vojna mornarica predala Grčiji korveto HMS Coreopsis (K32), ki so jo nato preimenovali. 1. junija 1952 so ladjo vrnili Združenemu kraljestvu.